# Gmina Destrnik
Gmina Destrnik (słoweń.: Občina Destrnik) – gmina w Słowenii. W 2010 roku liczyła 2684 mieszkańców.

## Miejscowości
Miejscowości wchodzące w skład gminy Destrnik:

- Desenci
- Destrnik – siedziba gminy
- Dolič
- Drstelja
- Gomila
- Gomilci
- Janežovci
- Janežovski Vrh
- Jiršovci
- Levanjci
- Ločki Vrh
- Placar
- Strmec pri Destrniku
- Svetinci
- Vintarovci
- Zasadi
- Zgornji Velovlek